# Grand Prix de triathlon 2014
Navigation
Grand Prix de triathlon 2013 Grand Prix de triathlon 2015
Le Grand Prix de triathlon 2014 est composée de cinq courses organisées par la Fédération française de triathlon (FFTRI). Chaque course est disputée au format « sprint » soit 750 m de natation, 20 km de cyclisme et 5 km de course à pied. 
Le Grand Prix de triathlon 2014 se déroule du 25 mai au 28 septembre 2014.

## Calendrier
| Étapes   | Date              | Villes    |
| -------- | ----------------- | --------- |
| 1° étape | 25 mai 2014       | Dunkerque |
| 2° étape | 8 juin 2014       | Valence   |
| 3° étape | 10 août 2014      | Embrun    |
| 4° étape | 6 septembre 2014  | Quiberon  |
| 5° étape | 28 septembre 2014 | Nice      |

## Clubs engagés

### Hommes
- Les Sables Vendée Triathlon
- E.C. Sartrouville Triathlon
- Poissy Triathlon
- Triathlon Club Saint-Quentin en Yvelines
- Mulhouse Olympique Triathlon
- Metz Triathlon
- Versailles Triathlon
- Saint-Jean de Monts Vendée Tri
- TCG 79 Pathernay
- Sainte-Geneviève Triathlon
- Valence Triathlon
- Saint-Raphaël Triathlon
- GT Vesoul Haute-Saône
- Vitrolles Triathlon
- Triathlon Club de Liévin
- La Rochelle Triathlon

### Femmes
- Poissy Triathlon
- TCG 79 Pathernay
- Triathlon Club Châteauroux 36
- Tri Val de Gray
- Stade Poitevin Triathlon
- Issy Triathlon
- Saint-Raphaël Triathlon
- Autun Triathlon
- Brive Limousin Triathlon
- Noyon Puissance 3 Triathlon
- Tri Saint Amand DUN 18
- ECA Chaumont Triathlon
- Metz Triathlon

## Résultats

### Dunkerque
| Position | Hommes                       | Femmes          |
| -------- | ---------------------------- | --------------- |
|          | Les Sables Vendée Tri        | Tri Val de Gray |
|          | E.C. Sartrouville Triathlon  | Issy Triathlon  |
|          | Mulhouse Olympique Triathlon | Autun Triathlon |

### Valence
| Position | Hommes                      | Femmes           |
| -------- | --------------------------- | ---------------- |
|          | E.C. Sartrouville Triathlon | Poissy Triathlon |
|          | St Jean de Monts Triathlon  | TCG Parthenay    |
|          | Poissy Triathlon            | Issy Triathlon   |

### Embrun
| Position | Hommes                       | Femmes           |
| -------- | ---------------------------- | ---------------- |
|          | E.C. Sartrouville Triathlon  | TCG Parthenay    |
|          | Poissy Triathlon             | Tri Val de Gray  |
|          | Mulhouse Olympique Triathlon | Poissy Triathlon |

### Quiberon
| Position | Hommes                      | Femmes           |
| -------- | --------------------------- | ---------------- |
|          | E.C. Sartrouville Triathlon | TCG Parthenay    |
|          | Les Sables Vendée Triathlon | Poissy Triathlon |
|          | TCG Parthenay               | Tri Val de Gray  |

### Nice
| Position | Hommes                      | Femmes                  |
| -------- | --------------------------- | ----------------------- |
|          | E.C. Sartrouville Triathlon | Poissy Triathlon        |
|          | Poissy Triathlon            | Saint-Raphaël Triathlon |
|          | St Jean de Monts Triathlon  | Tri Val de Gray         |

## Classement général
| Position | Hommes                                   | Hommes | Femmes                        | Femmes |
| Position | Équipes                                  | Points | Équipes                       | Points |
| -------- | ---------------------------------------- | ------ | ----------------------------- | ------ |
|          | E.C. Sartrouville Triathlon              | 108    | Poissy Triathlon              | 97     |
|          | Les Sables Vendée Tri                    | 80,5   | TCG 79 Pathernay              | 93     |
|          | St Jean de Monts Vendée Triathlon        | 78     | Tri Val de Gray               | 91     |
| 4e       | Triathlon Club Saint-Quentin en Yvelines | 63,5   | Saint-Raphaël Triathlon       | 74     |
| 5e       | Mulhouse Olympique Triathlon             | 61     | Issy Triathlon                | 70     |
| 6e       | Sainte-Geneviève Triathlon               | 61     | Metz Triathlon                | 69,5   |
| 7e       | Poissy Triathlon                         | 60     | Autun Triathlon               | 63     |
| 8e       | Vitrolles Triathlon                      | 59     | Stade Poitevin Triathlon      | 55,5   |
| 9e       | TCG 79 Pathernay                         | 56,5   | Triathlon Club Châteauroux 36 | 55     |
| 10e      | GT Vesoul Haute-Saône                    | 46     | ECA Chaumont Triathlon        | 45,5   |
| 11e      | Saint-Raphaël Triathlon                  | 43     | Brive Limousin Triathlon      | 34,5   |
| 12e      | Valence Triathlon                        | 40     | Noyon Puissance 3 Triathlon   | 34,5   |
| 13e      | Versailles Triathlon                     | 36,5   | Tri St-Amand DUN 18           | 18,5   |
| 14e      | Metz Triathlon                           | 31,5   |                               |        |
| 15e      | Triathlon Club Lievin                    | 27,5   |                               |        |
| 16e      | La Rochelle Triathlon                    | 16     |                               |        |

## Résultats individuels
La deuxième épreuve se déroulant à Valence est disputée sur un format relais et donc exclusivement par équipes. 
| Hommes                                          | Dunkerque | Embrun | Quiberon | Nice |
| ----------------------------------------------- | --------- | ------ | -------- | ---- |
| Mario Mola (E.C. Sartrouville Triathlon)        | 1er       |        |          |      |
| João Silva (Les Sables Vendée Triathlon)        | 2e        |        |          |      |
| Anthony Pujades (Poissy Triathlon)              | 3e        | 3e     |          |      |
| Jonathan Brownlee (E.C. Sartrouville Triathlon) |           | 1er    | 1er      |      |
| Javier Gómez (E.C. Sartrouville Triathlon)      |           | 2e     |          | 2e   |
| Étienne Diemunsch (Vitrolles Triathlon)         |           |        | 2e       |      |
| João Pereira (Les Sables Vendée Triathlon)      |           |        | 3e       |      |
| Pierre Le Corre (Les Sables Vendée Triathlon)   |           |        |          | 1er  |
| Vincent Luis (Sainte-Geneviève Triathlon)       |           |        |          | 3e   |

| Femmes                                         | Dunkerque | Embrun | Quiberon | Nice |
| ---------------------------------------------- | --------- | ------ | -------- | ---- |
| Gwen Jorgensen (Tri Val de Gray)               | 1er       |        |          |      |
| Andrea Hewitt (Poissy Triathlon)               | 2e        | 2e     |          |      |
| Sarah Groff (Poissy Triathlon)                 | 3e        |        |          |      |
| Bárbara Riveros Díaz (Tri Val de Gray)         |           | 1er    |          |      |
| Nicky Samuels (TCG 79 Pathernay)               |           | 3e     |          |      |
| Audrey Merle (TCG 79 Pathernay)                |           |        | 1er      |      |
| Katrien Verstuyft (Autun Triathlon)            |           |        | 2e       |      |
| Felicity Sheedy-Ryan (Saint-Raphaël Triathlon) |           |        | 3e       |      |
| Cassandre Beaugrand (Poissy Triathlon)         |           |        |          | 1er  |
| Sara Vilic (Saint-Raphaël Triathlon)           |           |        |          | 2e   |
| Alexandra Cassan-Ferrier (Poissy Triathlon)    |           |        |          | 3e   |